# Crisulipora strigosa
Crisulipora strigosa is een mosdiertjessoort uit de familie van de Crisuliporidae. De wetenschappelijke naam van de soort is voor het eerst geldig gepubliceerd in 1938 door Marcus.